# Winia Fluctus
Il Winia Fluctus è una struttura geologica della superficie di Titano.